# Al-Husajn
Al-Husajn – wieś w Syrii, w muhafazie Dajr az-Zaur. W 2004 roku liczyła 1128 mieszkańców.